# Оппа
Оппа (лат. Oppas; умер не ранее 711) — государственный и церковный деятель (скорее всего, епископ Севильи, но также возможно, что и архиепископ Толедо) Вестготского королевства времён арабского завоевания Пиренейского полуострова в 710-х годах.

## Биография

### Исторические источники
Оппа известен из нескольких раннесредневековых исторических источников. Основные — «Мосарабская хроника», «„Испанское продолжение“ Хроники» Исидора Севильского, «Хроника Альфонсо III» и «Хроника Альбельды». Самый ранний из этих источников — созданная в 754 году «Мосарабская хроника», самый полный — созданная в 880-х годах «Хроника Альфонсо III». Во всех этих трудах об Оппе содержится противоречивая информация, о причинах появления которой среди медиевистов идут дискуссии. Так, предполагается, что в каждом из исторических источников о нём имеются вызывающие сомнения сведения, внесённые по различным конъюктурным соображениям времён создания этих трудов. Трактовки и оценки достоверности свидетельств об Оппе в средневековых источниках позволяют современным историкам выдвигать различные предположения о его жизни и деятельности.

### Происхождение

Вестготское королевство в 586—711 годах

Согласно «Мосарабской хронике», Оппа был сыном короля Эгики и братом Витицы. Эти сведения не противоречат известным данным о датах жизни этих персон и поэтому рассматриваются современными историками как наиболее достоверные. Был ли Оппа рождён в браке Эгики и Киксило, достоверно не известно. Скорее всего, он был младшим братом Витицы. Однако также возможно, что он был внебрачным сыном Эгики и, в таком случае, мог быть даже старше Витицы. Ещё одним единокровным братом Оппы называют Сисиберта, отождествляемого с одноимённым герцогом Картахенской провинции.
В то же время в «Хронике Альфонсо III» утверждается, что Оппа был сыном Витицы. Вряд ли он родился в браке Витицы, в котором родились и другие его сыновья, так как Оппа был значительно их старше. В этом случае он мог быть сыном Витицы от первого брака, сведений о котором не сохранилось. Если свидетельство «Хроники Альфонсо III» соответствует действительности, то в этом случае его единокровными братьями могли быть Агила II, Олмунд, Ромул, Ардо и Сисибут, в различных средневековых источниках называвшиеся сыновьями Витицы. Однако в том, что все персоны, упоминавшиеся как «сыновья Витицы», действительно были потомками этого монарха, у современных историков есть сомнения. Предполагается, что термин «сыновья Витицы» мог быть собирательным описанием всех близких родственников короля (например, братьев и племянников), а не только непосредственно его сыновей. Возможно, включение Оппы в число сыновей Витицы было ошибкой автора «Хроники Альфонсо III», посчитавшего тесные связи между Оппой и противниками короля Родериха следствием близкого родства этих персон. В пользу такого мнения свидетельствует отсутствие упоминаний об Оппе среди сыновей Витицы в арабских источниках, основанных на каких-то юридических документах первых десятилетий владычества мавров на Пиренейском полуострове.

### Церковный деятель
В двух версиях «Хроники Альфонсо III» Оппа назван епископом: в «Ротенской хронике» — Толедо, в «Себастианской хронике» — Севильи. Среди современных историков нет единого мнения, насколько достоверны эти свидетельства. Скорее всего, сведения об Оппе как законно избранном архиепископе Толедо не соответствуют действительности, так как известно, что около 710 года главой этой митрополии был Синдеред. По крайней мере, Оппа не включается в современные списки глав Толедской архиепархии. Однако не исключается возможность, что воспользовавшись возникшим в Вестготском королевстве после поражения в битве при Гвадалете хаосом, Оппа попытался захватить если не светскую власть над столицей государства, то церковную, изгнав с кафедры её законного владельца. Более достоверными являются данные об Оппе как епископе Севильи. Кроме «Себастианской хроники», об этом упоминается в списке глав Севильской епархии, включённом в созданную в конце X века рукопись «Códice Escurialense». В нём сообщается, что между участвовавшим в Шестнадцатом Толедском соборе 693 года епископом Фаустином и жившим в конце VIII века Мендуланом на епископской кафедре находились ещё несколько персон: Габриэль, Сисиберт, Оппа, Ноннит, Элия, Теодульф, Аспидий и Нумилиан. Ни об одном из этих севильских епископов, кроме Оппы, достоверных сведений не сохранилось. Таким образом, нахождение Оппы на епископской кафедре в Севилье должно относиться приблизительно ко времени арабского завоевания Вестготского королевства. Однако, возможно, что первоисточником сведений об Оппе в средневековых списках севильских епископов была «Себастианская хроника», и в таком случае эти данные не могут быть в достаточной мере надёжными. Как бы то ни было, Оппа упоминается и в современных списках глав Севильской епархии. По мнению, объединяющему свидетельства обеих вариантов «Хроники Альфонсо III», Оппа сначала был епископом в Севилье, а затем (или ещё при Витице, или при Родерихе, или уже после поражения вестготов при Гвадалете) стал главой Толедской архиепархии, вопреки тому, что там архиепископом был тогда Синдеред.
Имя Оппа носили ещё два вестготских епископа: одноимённый епископ Туя, участвовавший в Тринадцатом Толедском соборе 683 года, и одноимённый епископ Эльче, в 693 году подписавший акты Шестнадцатого Толедского собора. По мнению И. Фраза, все три Оппы — это один и тот же человек из королевской семьи, в целях политической целесообразности переводившийся с менее важных на более важные для вестготских монархов епископские кафедры. Возможно, высшим священническим саном, которого таким образом достиг Оппа, был сан архиепископа Толедо. Однако практика перехода вестготских епископов из одной епархии в другую противоречила церковным канонам и стала распространённой только в результате одобрения её Шестнадцатым Толедским собором после восстания Сунифреда. Поэтому отождествление епископа Туя и его более поздних тёзок, вряд ли возможно. По мнению Р. Коллинза, Оппа, сын короля вестготов и глава Севильской епархии, мог быть тождественен только епископу Эльче.
Также есть мнение, отрицающее возможность духовного сана у Оппы. Оно основано на «Мосарабской хронике», в которой тот не назван епископом. По мнению А. П. Брониша, если бы Оппа принадлежал к духовенству, то упоминания о его сотрудничестве с арабами в хронике отсутствовали бы, как автором хроники было проигнорировано участие Сисиберта Толедского в мятеже Сунифреда.

### Государственный деятель

Арабское завоевание Пиренейского полуострова

О деятельности Оппы при королях Эгике и Витице достоверных сведений не сохранилось. В современных событиям источниках об обстоятельствах смерти Витицы в конце 709 года или, скорее всего, в начале (возможно, в феврале или весной) 710 года не сообщается. Однако данные «Мосарабской хроники» позволяют предполагать, что его преемник Родерих, до того бывший герцогом (лат. dux) Бетики, завладел властью насильственным путём, захватив престол при поддержке части светской и церковной аристократии Вестготского королевства. В основном, сторонниками Родериха были вестготы, проживавшие в южных и западных областях Пиренейского полуострова, а также члены «сената» (возможно, в него входили наиболее влиятельные при королевском дворе персоны: придворные, гардинги и епископы). Возможно, Витица был свергнут и убит Родерихом, так как если бы он умер естественной смертью, дальнейшего конфликта его сторонников с новым королём не было бы. Также предполагается, что Витица мог быть свергнут с престола и пострижен в монахи.
Скорее всего, Родерих воспрепятствовали получению престола одним из родственников Витицы: например, Агилой II, которого на основании некоторых арабских источников считают возможным старшим сыном умершего короля. В средневековых источниках имеются сведения, что после Витицы в Вестготском королевстве некоторое время (возможно, даже несколько месяцев) были междуцарствие и война за престол. Главными недоброжелателями Родериха были родственники его предшественника, упоминаемые в средневековых источниках как «сыновья Витицы». Из них Агила II, герцог Картахенской провинции Сисиберт и граф Сеуты Юлиан открыто выступили против нового короля, а Оппа тайно или явно поддерживал недовольных. Предполагается, что после одержанных в 710 году побед Родериха над восставшими Оппа стал посредником при заключении мирного соглашения между королём и сыновьями Витицы. Предполагается, что одним из условий соглашения могло быть заключение брака между Родерихом и Эгилоной, вероятно, близкой родственницей королей Эгики и Витицы. Однако, возможно, этот брак был заключён ещё при короле Витице как попытка примирения двух враждовавших знатных семейств: потомков короля Хиндасвинта (внуком которого через своего отца Теодофреда был Родерих) и родственников Эгики. В ответ сыновьям Витицы было позволено сохранить все богатства своей семьи, накопленные при их отце и деде. Предполагается, что так как сыновья Витицы были тогда ещё несовершеннолетними, Оппа мог быть их опекуном и содействовать в этом качестве примирению сторонников своих близких родственников с новым правителем Вестготского королевства.
Однако заключённое при содействии Оппы соглашение не привело к окончательному примирению Родериха и его противников. Возможно, Родерих так и не смог установить контроль над всей территорией Вестготского королевства. По крайней мере, известно, что в начале лета 711 года он совершил поход против восставших васконов, во время которого осаждал Памплону.
Конфликт между Родерихом и его противниками ещё больше обострился, когда на Пиренейский полуостров начались нападения арабов. Долгое время считалось, что сторонники сыновей Витицы, в первую очередь граф Юлиан Сеутский и епископ Оппа, были инициаторами призвания мавров в Испанию. В настоящее время это содержащееся в астурийских хрониках свидетельство вызывает у историков серьёзные сомнения. Это предание, возможно, возникло как следствие позднейших договоров сторонников Витицы с арабами, целью которых было добиться ими у новых правителей Пиренейского полуострова согласия на сохранение своего политического и экономического положения.
В то время как в арабских хрониках сообщается только об одном вторжении на Пиренейского полуостров, в «Мосарабской хронике» упоминаются несколько переправ мусульман через Гибралтарский пролив. Во время одного из таких походов вестготское войско в июле 711 года потерпело поражение в битве при Гвадалете. Как в испанских, так и в арабских хрониках сообщается, что разгром вестготов стал следствием предательства, когда часть знати вместе со своими отрядами покинула поле боя. В качестве дополнительного подтверждения этому высказывается мнение, что Родерих вряд ли бы вступил в сражение, если бы не имел численного превосходства над арабами. Теми, кто предал короля, считаются родственники Витицы и их сторонники. В битве Родерих доверил Оппе командование левым флангом своей армии, а герцогу Сисиберту — правым, но оба они, также как и другие враги короля, покинул монарха со всеми своими воинами. Вероятно, сторонники сыновей Витицы намеревались только ослабить власть Родериха, чтобы самим захватить престол. Однако их действия привели к уничтожению Вестготского государства. О судьбе Родериха имеются противоречивые свидетельства. По одним данным, он погиб: или в битве при Гвадалете, или утонув во время бегства с поля боя, или пав вскоре после сражения (например, при взятии арабами Толедо) или только в 713 году, сражаясь с войском Мусы ибн Нусайра. По другим данным, король был схвачен арабами и казнён по приказу Тарика ибн Зияда. По ещё одному мнению, Родерих избежал плена, умер в изгнании и был похоронен в Визеу, но это наименее достоверная из версий.
Арабское войско во главе с Тариком ибн Зиядом прибыло к Толедо вскоре после победы в битве при Гвадалете. О дальнейших событиях имеются противоречивые сведения. По одним данным, Оппа заключил договор с завоевателями и с их согласия приехал в Толедо, архиепископ которого Синдеред к тому времени уже покинул город и отправился в Рим. Однако вскоре Оппа был изгнан из Толедо, что свидетельствует об отсутствии у сыновей Витицы в столице достаточного числа сторонников. Когда арабы захватили Толедо, причастные к изгнанию Оппы знатные вестготы (лат. nobiles viros) были казнены. В «„Испанском продолжении“ Хроники» Исидора Севильского утверждается, что непосредственно при содействии Оппы арабы казнили многих представителей вестготской знати. Возможно, такие действия были приняты маврами для предотвращения избрания нового короля вестготов. По другим данным, после поражения при Гвадалете Вестготское королевство охватила «великая ярость», то есть, вероятно, междоусобица, во время которого Оппа со сторонниками занял Толедо. Он мог даже быть здесь коронован. Возможно, те представители вестготской знати, которые после битвы при Гвадалете были казнены арабами за «амбиции на королевство», были сторонниками Оппы. Однако при приближении арабов Оппа покинул город. Когда же столица перешла под контроль арабов, Тарик ибн Зияд повелел казнить многих знатных вестготов, обвинив их в пособничестве бегству Оппы.
О дальнейшей судьбе Оппы в «Мосарабской хронике» никаких сведений нет. По одному мнению, будучи врагом мавров, он попал к ним в плен и был казнён в Толедо вместе другими знатными вестготами. По другому предположению, Оппа сумел скрыться от преследователей и был одним из тех представителей вестготской знати, которые содействовали провозглашению королём Вестготского государства Агилы II. Некоторые историки даже отождествляют Оппу с Агилой II, но такое сопоставление не основывается на каких-либо достоверных свидетельствах. Согласно же «Хронике Альфонсо III» и «Хронике Альбельды», в 718 или 722 году Оппа сотрудничал с арабами и по повелению Мунузы пытался убедить Пелайо перед битвой при Ковадонге признать себя данником новых хозяев Пиренейского полуострова. Он вовлёк астурийцев в длительные дебаты, но так и не преуспел в склонении их к подчинению. По «Хронике Альбельды», после поражения арабов в сражении Оппа попытался укрыться в Льебане, но был взят в плен. В позднейших преданиях Оппа назывался одним из военачальников войска мавров. В одних легендах сообщается о его казни Пелайо; в других о том, что из-за уважения астурийского короля к священническому сану пленного, Оппа был заключён в тюрьму, где и умер. Однако эти свидетельства малодостоверны.

## В массовой культуре
В написанном в 1844 году романе португальского писателя Алешандре Эркулано «Эурико, пресвитер» Оппа представлен как епископ Севильи и предатель своей страны, вероломно перешедший вместе со своими людьми на сторону арабских завоевателей. За это он поплатился жизнью: его убил главный герой пьесы Эурико.

## Комментарии
1. ↑  Также существуют датировки, относящие смерть короля Витицы к 708 или 709 году[31][32].
2. ↑  Среди противников мнения об Агиле II как о сыне Витицы был Д. Клауде, который считал, что тот «определённо не был сыном Витицы, но скорее всего принадлежал к его сторонникам»[46]. Такое же мнение содержится и в «Новой Кембриджской истории Средних веков»[3]. По ещё одному мнению, Агила II был внебрачным, но любимым сыном Витицы, получившим имя в честь короля Агилы I[7].
3. ↑  По мнению некоторых современных историков, битва при Гвадалете продолжалась несколько дней: с 19 по 26 июля 711 года[14][41][62]. Другие же исследователи датируют битву только одним днём: 19 июля[31][53][59], 23 июля[39][42][46][51] или 25 июля[63].
4. ↑  Д. Клауде датировал битву при Ковадонге периодом между 721 и 725 годами[46].